# Ramona Kapheim
Ramona Kapheim (născută Jahnke; n. 8 ianuarie 1958, Strasburg, Republica Democrată Germană, Germania) este o canotoare ce a reprezentat Republica Democrată Germană, medaliată olimpică. A participat la o ediție a Jocurilor Olimpice (1980) în care a câștigat o medalie de aur.

## Participări
Lista de mai jos prezintă principalele competiții la care a participat Ramona Kapheim de-a lungul carierei.
- canotaj-patru vâsle la Jocurile Olimpice de vară din 1980[*][4]